# Special Days!!
「special Days!!」（スペシャル デイズ）は、北原愛子の5枚目のシングル。2003年9月25日にGIZA studioから発売された。

## 解説
1stアルバム『PIECE OF LOVE』の先行シングル。なお、アルバムではalbum Mixとして収録されているが、ベストアルバム『AIKO KITAHARA BEST』はそのまま収録される。

## 収録曲
（全作詞：北原愛子）
1. special Days!! [4:27]
作曲・編曲：小澤正澄
  - 読売テレビ「プロの動脈。」エンディングテーマ
2. 振り向けば いつもそこにいる [4:07]
作曲：三好誠、編曲：小澤正澄
3. 雨の中 [3:47]
作曲・編曲：小澤正澄
4. special Days!! -instrumental-

## 収録アルバム
| 曲名           | アルバム          | 発売日         | 備考                                         |
| -------------- | ----------------- | -------------- | -------------------------------------------- |
| special Days!! | 『PIECE OF LOVE』 | 2003年11月19日 | 1stオリジナルアルバム、-album mix-として収録 |
| 雨の中         | 『PIECE OF LOVE』 | 2003年11月19日 | 1stオリジナルアルバム、-album mix-として収録 |